# آندره‌آ جیمز
آندره آ جیمز (به انگلیسی: Andrea James) (زاده ۱۶ ژانویه ۱۹۶۷) بازیگر و کارگردان آمریکایی است.
او همچنین یک زن ترنس است.